# 职工代表大会
职工代表大会（简称职代会），及职工大会，是中华人民共和国企业的职工行使民主管理权力的机构，是企业民主管理制度的基本形式。在大中型企业召开职工代表大会，小企业召开职工大会。职代会和工代会（工会代表大会）总称“两代会”。学校则召开教代会（教职工代表大会）。

## 概述
1944年，陕甘宁边区召开工厂职工代表大会，发布《陕甘宁边区工厂职工代表大会宣言》。1948年，中国第六次全国劳动大会提出在500人以上的大工厂中组建工厂代表会议（后称“职工代表会议”）。华北人民政府和陕甘宁边区政府先后颁布规定，要求在公营工厂中建立工厂管理委员会，职工人数200人以上的公营工厂中建立职工代表会议。1957年4月，《中共中央关于研究有关工人阶级的几个重要问题的通知》认为，要将职工代表会议改为职工代表大会，且适当扩大其权力。
1986年颁布的《全民所有制工业企业职工代表大会条例》规定了职代会的五项职权。1996年，《关于国务院确定的百家现代企业制度试点中工会工作和职工民主管理的实施意见》发布。2012年，《企业民主管理规定》发布，要求各种所有制的企业都应建立职代会。
《中华人民共和国劳动合同法》规定：“直接涉及劳动者切身利益的规章制度或者重大事项时，应当经职工代表大会或者全体职工讨论”，“集体合同草案应当提交职工代表大会或者全体职工讨论通过。”《中华人民共和国工会法》规定：“国有企业的工会委员会是职工代表大会的工作机构，负责职工代表大会的日常工作，检查、督促职工代表大会决议的执行。”